# 라인 라이더
라인 라이더(Line Rider)는 마이크로소프트 실버라이트, 자바스크립트, 마이크로소프트 윈도우 및 어도비 플래시에서 사용할 수 있는 버전을 갖춘 브라우저 게임 또는 소프트웨어 장난감이다. 이 앱은 원래 2006년 9월 슬로베니아 학생인 Boštjan Çadež("fšk")에 의해 만들어졌다. 디비언트아트에 처음 등장한 직후 라인 라이더는 인터넷 현상이 되었다.
라인 라이더는 야후! 및 타임 (잡지)에 게재되었으며 2008년에는 맥도날드의 스낵 워프(Snack Wrap) 광고에 여러 차례 출연했다. 라인 라이더는 또한 직원들에 의해 선정되었으며 제이 이즈 게임즈(Jay is Games) 사용자들이 2006년 최고의 웹토이로 투표한 바 있다. 이 게임에 관한 2페이지의 기사가 Games for Windows: The Official Magazine에 실렸다.

## 평가
비디오 게임 리뷰 수집업체인 메타크리틱에 따르면 이 게임은 모든 플랫폼에서 "혼합 또는 평균 리뷰"를 받았다.
이 게임은 IGN의 2008년 올해의 게임 상에서 두 개의 닌텐도 DS 관련 상, 즉 최고의 퍼즐 게임과 최고의 오리지널 스코어 후보로 지명되었다.